# 生年別推理作家一覧 19世紀
生年別推理作家一覧 19世紀は、19世紀生まれの推理作家の一覧である。
日本で活動する推理作家および、日本語訳のある日本以外の推理作家名を掲載する。また、推理小説にゆかりの深い翻訳家、評論家、編集者名も併せて掲載する。

## 1801 - 1850年
- 1809 エドガー・アラン・ポー（アメリカ）
- 1821 フォルチュネ・デュ・ボアゴベイ（フランス）
- 1824 ウィルキー・コリンズ（イギリス）
- 1832 エミール・ガボリオ（フランス）
- 1848 バルドゥイン・グロルラー（オーストリア）
- 1850 ロバート・バー（イギリス）

## 1851 - 1885年
- 1857 須藤南翠（日本）
- 1859 アーサー・コナン・ドイル（イギリス）
- 1862 黒岩涙香（日本）、イーデン・フィルポッツ、オースティン・フリーマン（イギリス）
- 1863 アーサー・モリスン（イギリス）
- 1864 イズレイル・ザングウィル（イギリス）、モーリス・ルブラン（フランス）
- 1865 バロネス・オルツィ（イギリス）
- 1866 エドワード・オッペンハイム（イギリス）
- 1868 徳冨蘆花（日本）、ガストン・ルルー（フランス）
- 1869 江見水蔭（日本）、アリス・マリエル・ウィリアムソン（イギリス）、メルヴィル・デイヴィスン・ポースト（アメリカ）
- 1872 岡本綺堂（日本）
- 1874 ギルバート・ケイス・チェスタートン（イギリス）
- 1875 ジャック・フットレル（アメリカ）、E・C・ベントリー（イギリス）
- 1877 ウィリアム・H・ホジスン（イギリス）、パウル・ローゼンハイン（ドイツ）
- 1878 ロード・ダンセイニ（イギリス）
- 1879 F・W・クロフツ（イギリス）
- 1881 P・G・ウッドハウス（イギリス）
- 1882 野村胡堂（日本）、A・A・ミルン（イギリス）、レオ・ペルッツ（オーストリア）
- 1883 サックス・ローマー（イギリス）、エドウィン・バーマー（アメリカ）
- 1884 カミ（フランス）

## 1886 - 1900年
- 1886 大倉燁子（日本）、レックス・スタウト（アメリカ）
- 1887 国枝史郎、松本泰（日本）、パーシヴァル・ワイルド（アメリカ）
- 1888 S・S・ヴァン・ダイン、レイモンド・チャンドラー（アメリカ）、ロナルド・ノックス（イギリス）、ワルター・ハーリヒ（ドイツ）、マリエッタ・シャギニャン（ロシア）
- 1889 夢野久作、山本禾太郎（日本）、E・S・ガードナー（アメリカ）
- 1890 小酒井不木（日本）、アガサ・クリスティ（イギリス）
- 1891 松本恵子（日本）
- 1892 妹尾韶夫、延原謙、平林初之輔（日本）、エツィオ・デリコ（イタリア）
- 1893 甲賀三郎（日本）、ドロシー・L・セイヤーズ、アントニイ・バークリー（イギリス）
- 1894 江戸川乱歩、橘外男（日本）、ダシール・ハメット（アメリカ）
- 1895 ナイオ・マーシュ（ニュージーランド）
- 1896 大下宇陀児、濱尾四郎、久山秀子（日本）、ジョセフィン・テイ、リチャード・ハル（イギリス）、フリードリヒ・グラウザー（スイス）
- 1897 海野十三、木々高太郎（日本）、ポール・ギャリコ（アメリカ）
- 1899 ロマン・キム（ロシア）、エーリッヒ・ケストナー（ドイツ）
- 1900 本田緒生、牧逸馬（日本）、ジェームズ・ヒルトン、フィリップ・マクドナルド（イギリス）

他の年代へ
（19世紀 - 1901 - 1910年代 - 1920年代 - 1930年代 - 1940年代 - 1950年代 - 1960年代 - 1970年代 - 1980年代 - 1990年代）